# Carl Pretzel

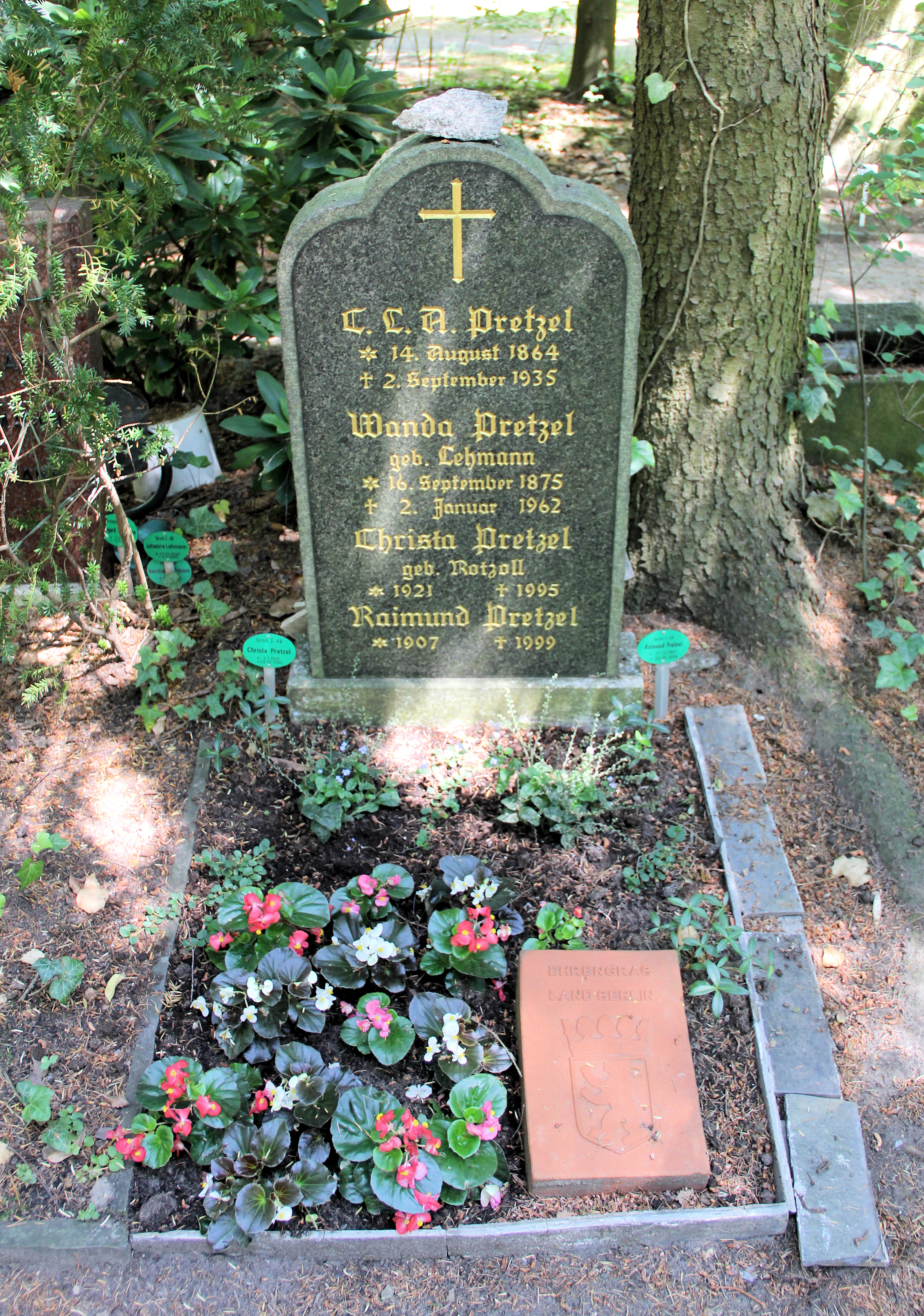
Familiengrab Pretzel, Thuner Platz 2–4, in Berlin-Lichterfelde

Carl Louis Albert Pretzel (* 14. August 1864 in Groß-Tychow, Pommern; † 2. September 1935 in Berlin) war ein deutscher Regierungsdirektor in der preußischen Schulverwaltung und Lehrerverbandsfunktionär. Er ist der Vater des Germanisten Ulrich Pretzel und des Publizisten Sebastian Haffner.
Pretzel wurde zuerst über ein Lehrerseminar Volksschullehrer und 1908 Rektor. 1919 wurde das DDP-Mitglied von Konrad Haenisch ins preußische Kultusministerium geholt zur Überarbeitung der Lehrpläne für die Volksschule. 1922 wurde er als Regierungsdirektor Leiter der Volksschulabteilung im Berliner Provinzialschulkollegium. 1929 ging er in den Ruhestand.
Im Deutschen Lehrerverein war er ab 1895 im regionalen Berliner Vorstand, ab 1898 im Geschäftsführenden Ausschuss auf der Reichsebene. Erst 1933 schied er aus. Er gründete eine Statistische Zentralstelle und den Zeitungsdienst und führte den Verband als Geschäftsführer. Auch saß er der Erziehungswissenschaftlichen Hauptstelle vor und wurde Schriftleiter der Zeitschrift „DDS - Die Deutsche Schule“ von 1913 bis 1932. Sein Nachfolger war der Nationalsozialist Kurt Higelke.
Carl Pretzel wurde auf dem Parkfriedhof Berlin-Lichterfelde West beigesetzt. Die Grabstätte gehört heute zu den Ehrengräbern des Landes Berlin.

## Schriften
- Die Frage des Religionsunterrichts, Beltz, Langensalza 1919 u.ö.
- Die Neuordnung der Lehrerbildung, Berlin 1920
- Geschichte des deutschen Lehrervereins in den ersten fünfzig Jahren seines Bestehens, Leipzig 1921
- Neuzeitliche Volksschularbeit: Winke zur Durchführung der neuen preußischen Lehrplanrichtlinien, Langensalza 1923 u.ö.